# جشنواره بین‌المللی فیلم هاوایی
جشنواره بین‌المللی فیلم هاوایی (انگلیسی: Hawaii International Film Festival) (HIFF) یک جشنواره سالانه فیلم است که در ایالت هاوایی ایالات متحده آمریکا برگزار می‌شود.
این جشنواره بر سینمای آسیا-اقیانوسیه، آموزش و کار فیلمسازان جدید و نوظهور تمرکز دارد.